# فيليبي غونزاليس رويز
فيليبي غونزاليس رويز (بالإسبانية: Felipe González Ruiz)‏ هو سياسي مكسيكي، ولد في 26 مايو 1958 في ولاية شيواوا في المكسيك. حزبياً، نشط في حزب العمل الوطني. وقد انتخب عضو مجلس النواب المكسيك.